# Confine tra Burkina Faso e Togo

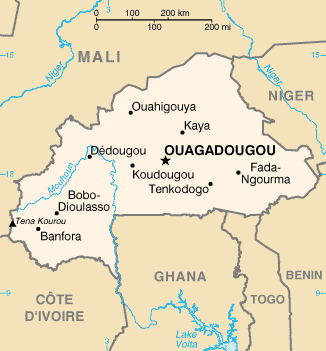
Mappa del Burkina Faso con indicati i suoi confini.

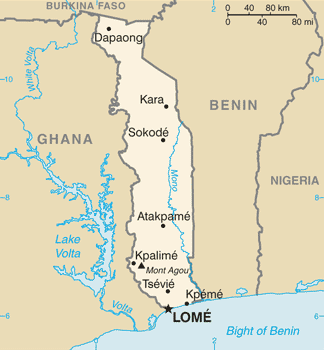
Mappa del Togo.

Il confine tra il Burkina Faso e il Togo descrive la linea di demarcazione tra questi due stati. Ha una lunghezza di 126 km.

## Caratteristiche
La linea di confine interessa la parte sud-orientale del Burkina Faso e quella settentrionale del Togo. Ha un andamento generale da ovest verso est.
Inizia alla triplice frontiera tra Burkina Faso, Ghana e Togo e termina alla triplice frontiera tra Benin, Burkina Faso e Togo.